# Puig Torró
El Puig Torró és una muntanya de 171,5 metres al municipi de Torroella de Montgrí, a la comarca catalana del Baix Empordà.